# Burg Korb (Möckmühl)
Burg Korb ist eine abgegangene mittelalterliche Spornburg auf 260 m ü. NN in Korb, einem Stadtteil von Möckmühl im Landkreis Heilbronn im nördlichen Baden-Württemberg.

## Geschichte
Ein edelfreies Geschlecht aus Korb ist erstmals 1103 belegt, als Bucco de Corba unter den Zeugen einer Schenkung an das Kloster Hirsau erscheint. Sein Besitz fiel nach seinem Tod an seinen in Grettstadt bei Schweinfurt gesessenen Bruder Sigeloch, der aus diesem Erbe zwölf Höfe in Korb dem Kloster Comburg vermachte.
Über den Ort des Herrensitzes in Korb herrschte lange Zeit Unklarheit, bis beim Bau einer neuen Leichenhalle wenige Meter südwestlich der Kirche von Korb, die auf dem unteren Mündungssporn der in den Ortsbach Hergstbach laufenden Fuchsklinge liegt, bislang unbekannte Mauerreste gefunden wurden. Sie lagen unter einem Hügel, der den die Kirche umgebenden Friedhof etwas überragt. Es war etwa zwei Meter dickes, zweischaliges Mauerwerk aus vermörtelten Quadern mit einer Füllung aus Bruchstein und Mörtel. Zur Untersuchung durch das Landesdenkmalamt wurde die Südwestecke des Mauerwerks vorübergehend freigelegt, später wurde es wieder mit Erde abgedeckt.
Vermutlich handelt es sich bei den vorgefundenen Mauern um die Reste einer kleinen Turmhügelburg (Motte). Ob das Bauwerk auch tatsächlich der Herrensitz des um 1100 nachgewiesenen Ortsadels war, ist weiterhin unbekannt, da ein weiterer Burgstall am Katzenbuckel einen Kilometer südlich von Korb vermutet wird.